# روجرو فراریو
روجرو فراریو (ایتالیایی: Ruggero Ferrario; ۷ اکتبر ۱۸۹۷ – ۵ آوریل ۱۹۷۶) دوچرخه‌سوار اهل ایتالیا بود.
وی در مسابقات کشوری و بین‌المللی در مجموع برندهٔ ۱ مدال طلا شده‌است.